# 吉田利幸
吉田 利幸（よしだ としたか、1946年または1947年 – 、）は、日本の政治家。自由民主党所属。大阪府議会議員（8期）、大阪府議会副議長、高槻市議会議員（1期）を歴任。旭日中綬章受章者。

## 来歴
同志社大学卒業。社団法人高槻青年会議所理事長、高槻市議会議員（1期）を経て大阪府議会議員を8期務めた。その間、大阪府監査委員、自民党府議団幹事長、関西広域連合議会初代議長、新名神高速道路促進議員連盟会長、環境農林水産常任委員などを歴任。とりわけ2015年5月から1年間、今井豊議長とともに第107代副議長を務めた。

## 選挙歴
- 1991年4月 大阪府議会議員選挙 高槻市及び三島郡選挙区 (定数5) で2位当選(再選)[4]
- 1995年4月 大阪府議会議員選挙 高槻市及び三島郡選挙区 (定数5) で2位当選(3選)[5]
- 1999年4月 大阪府議会議員選挙 高槻市及び三島郡選挙区 (定数5) で1位当選(4選)[6]
- 2003年4月 大阪府議会議員選挙 高槻市及び三島郡選挙区 (定数5) で2位当選(5選)[7]
- 2007年4月 大阪府議会議員選挙 高槻市及び三島郡選挙区 (定数5) で1位当選(6選)[8]
- 2011年4月 大阪府議会議員選挙 高槻市及び三島郡選挙区 (定数5) で3位当選(7選)[9]
- 2015年4月 大阪府議会議員選挙 高槻市及び三島郡選挙区 (定数4) で2位当選(8選)[10]

## 栄典
- 2019年11月 令和元年秋の叙勲で旭日中綬章を受章[2]